# Oedipina alfaroi
Oedipina alfaroi är en groddjursart som beskrevs av Dunn 1921. Oedipina alfaroi ingår i släktet Oedipina och familjen lunglösa salamandrar. IUCN kategoriserar arten globalt som sårbar. Inga underarter finns listade i Catalogue of Life.